# Wrightsville Beach
Wrightsville Beach – miasto w Stanach Zjednoczonych, w stanie Karolina Północna, w hrabstwie New Hanover.